# Osmussaar
Osmussaar (Zweeds: Odensholm) is een eiland in de Finse Golf voor de noordwestkust van het Estische vasteland. Het eiland behoort tot de gemeente Lääne-Nigula in de provincie Läänemaa. Het eiland heeft een oppervlakte van 4,69 km² (ruim 5 km lang, ca 1,5 km breed). Het eiland bevindt zich op 7,5 km van het schiereiland Põõsaspea en 62 km van het Finse schiereiland Hanko. Het dorp op het eiland heeft de naam Osmussaare.
Osmussaar werd in 1250 voor het eerst genoemd (Hothensholm). Tot de Tweede Wereldoorlog werd het toenmalige dorp op het eiland door een Zweedse gemeenschap bewoond, zoals die op meer plaatsen langs de noordwestkust van Estland te vinden was (onder meer ook op Vormsi, op Ruhnu en op het schiereiland Noarootsi). Onder de Sovjet-bezetting was het eiland verboden, militair gebied. De bewoners moesten in 1940 na de eerste Sovjet-invasie vertrekken. Sinds Estland weer onafhankelijk is, woont er weer één familie op het eiland.
Osmussaar heeft een vuurtoren die in zijn oorspronkelijke vorm uit 1765 dateert. De wateren rond Osmussaar gelden als gevaarlijk. Op 26 augustus 1914 verging hier het Duitse oorlogsschip de Magdeburg.
Het eiland is rijk aan zwerfkeien, waarvan er enkele namen dragen. Tevens zijn er op Osmussaar enkele meertjes. Karakteristiek voor het landschap (en voor dat van de andere Estische eilanden) zijn de talrijke jeneverstruiken.

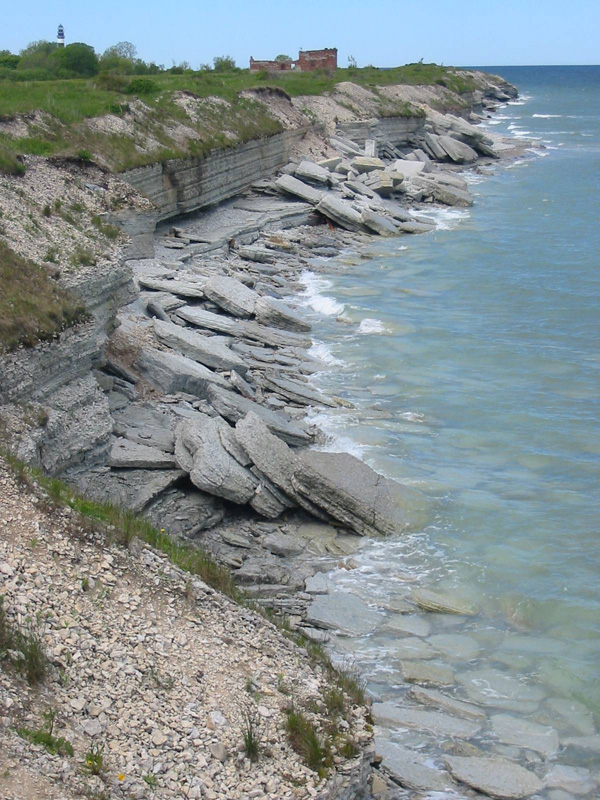
De westkust van Osmussaar
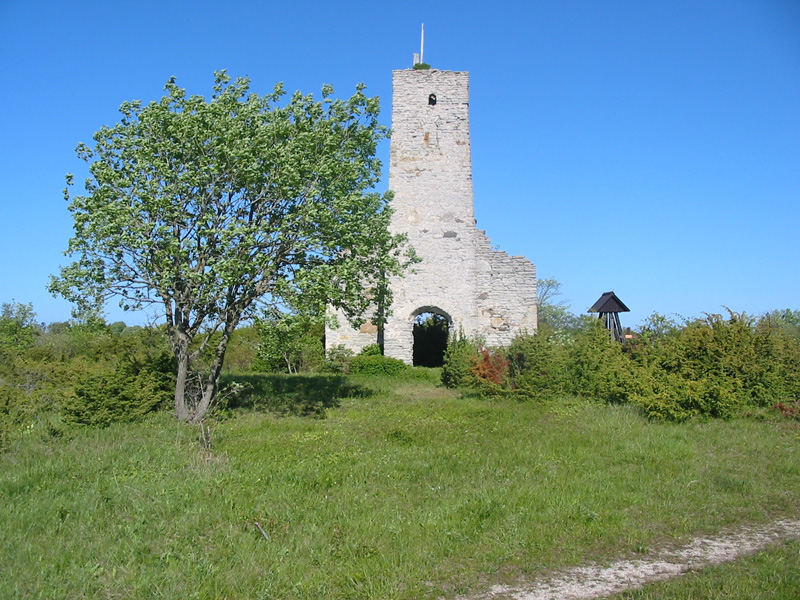
Kerkruïne, klokkenstoel en jeneverstruiken
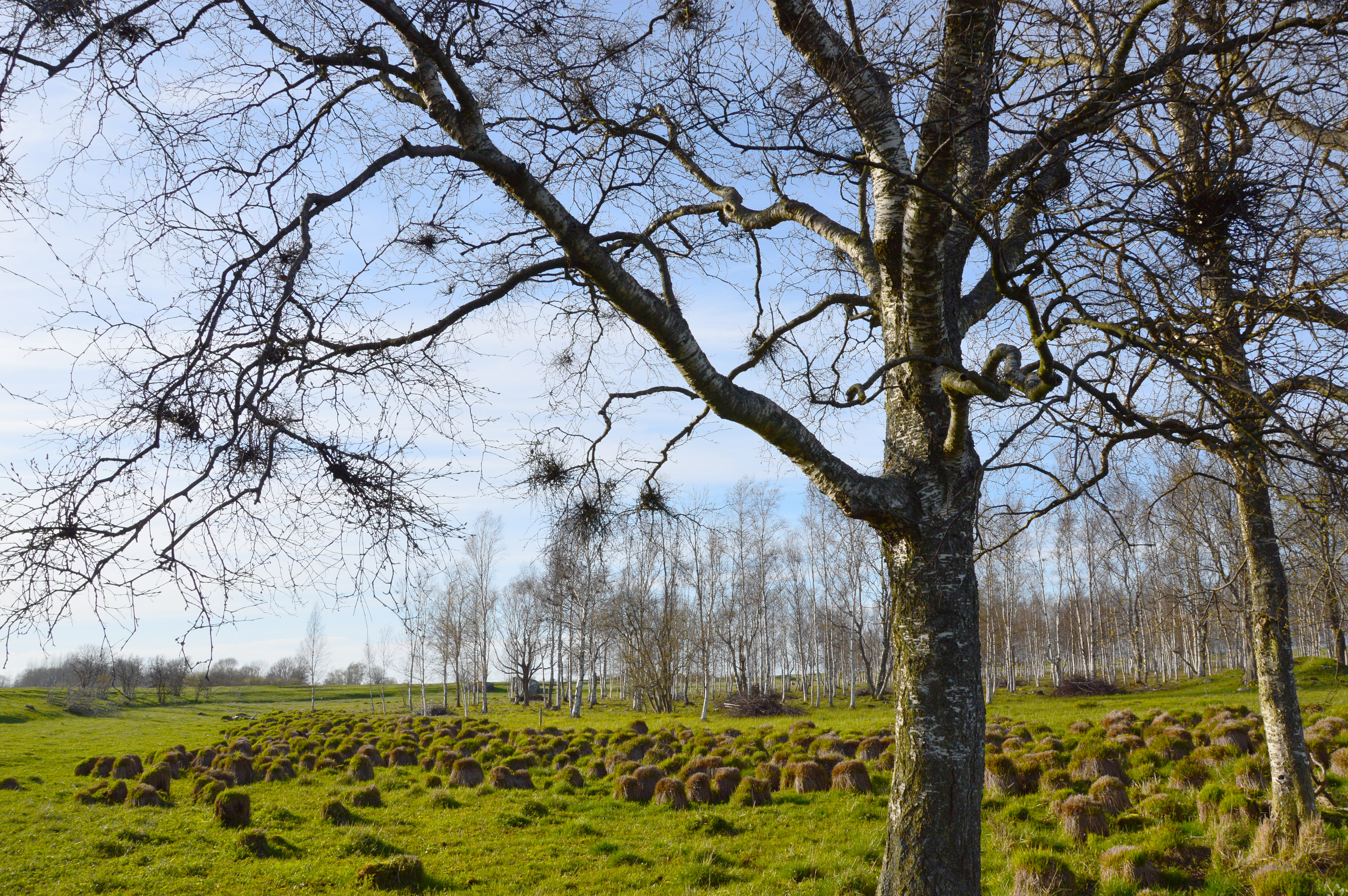
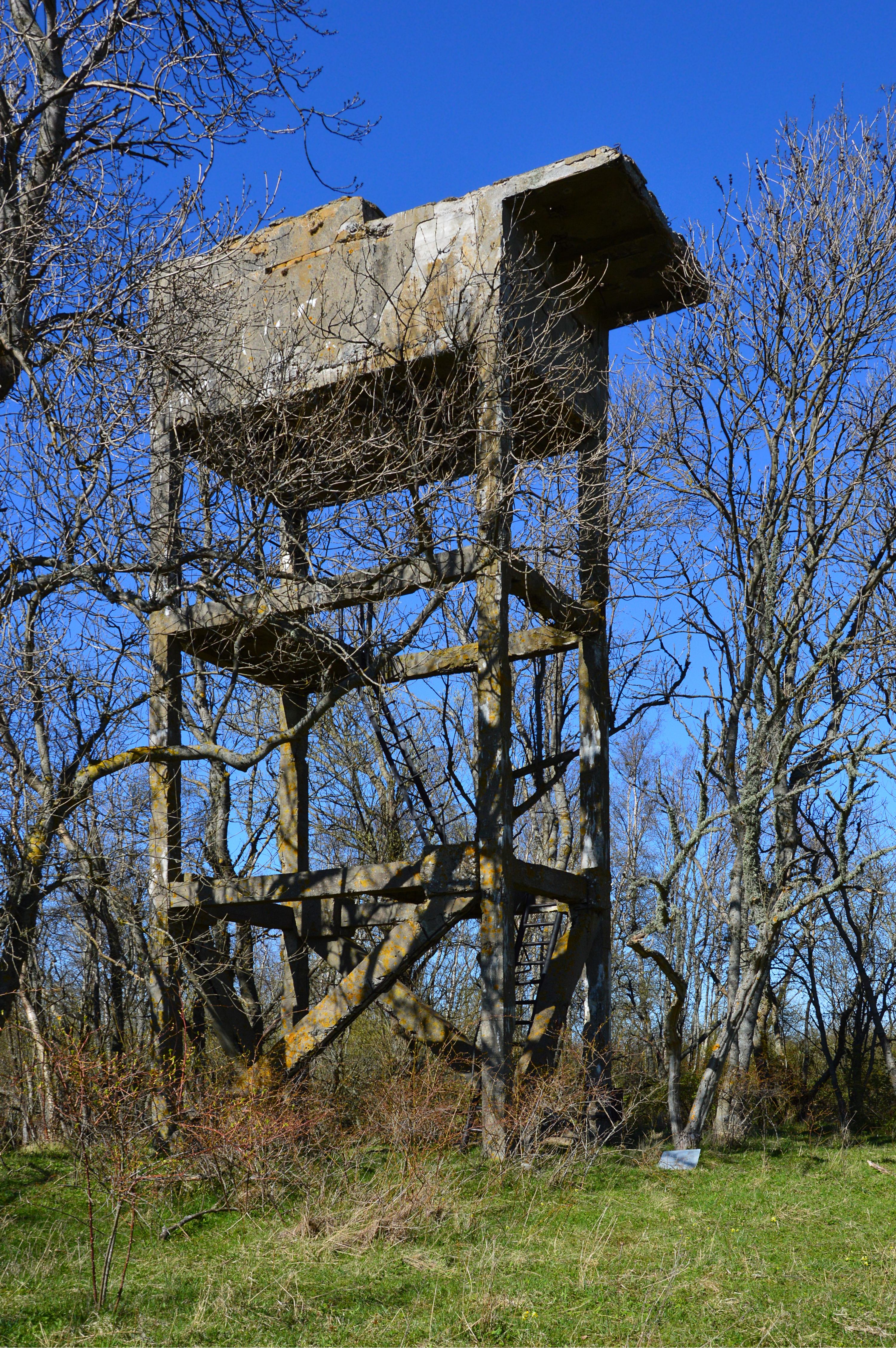
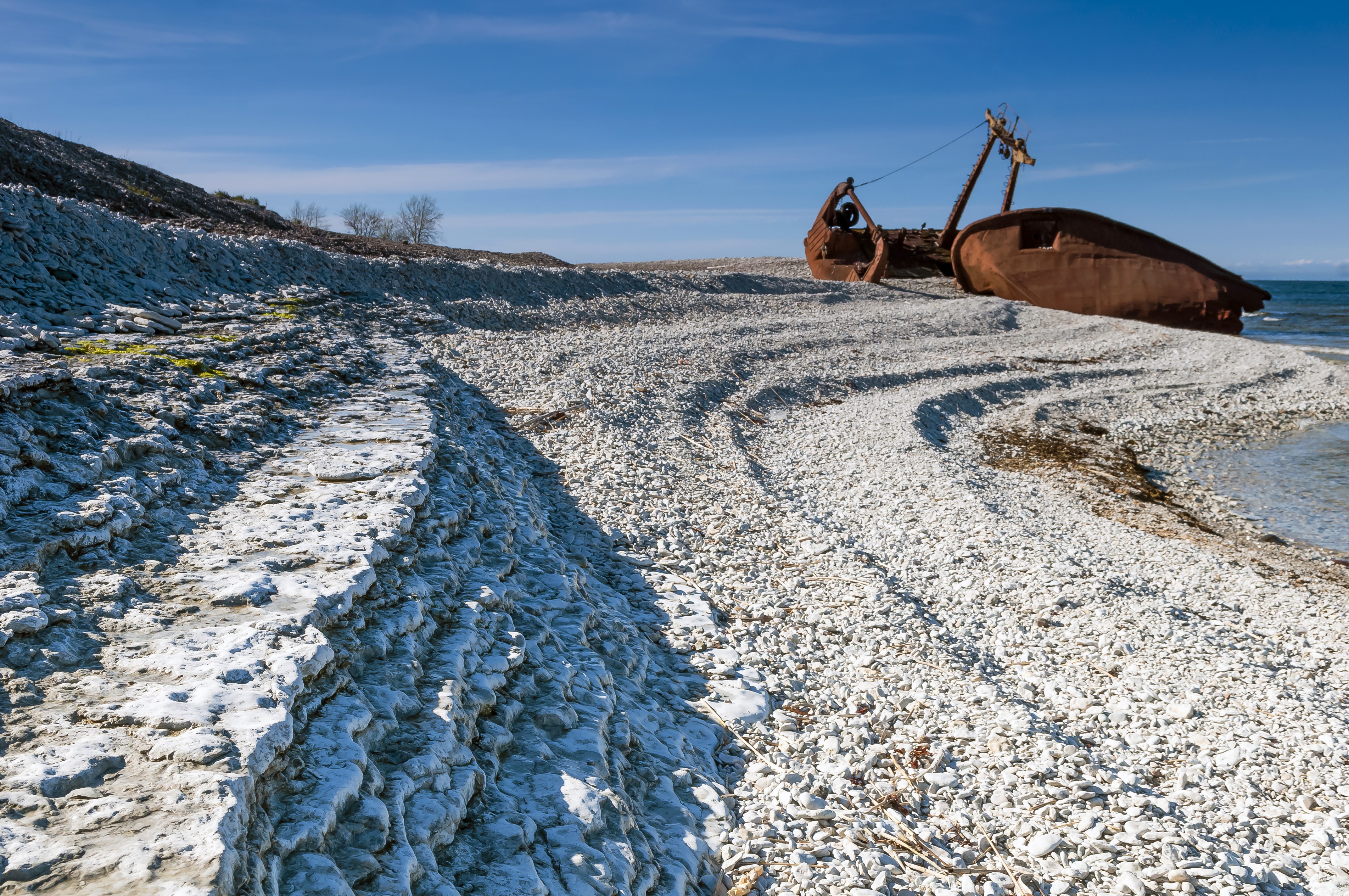
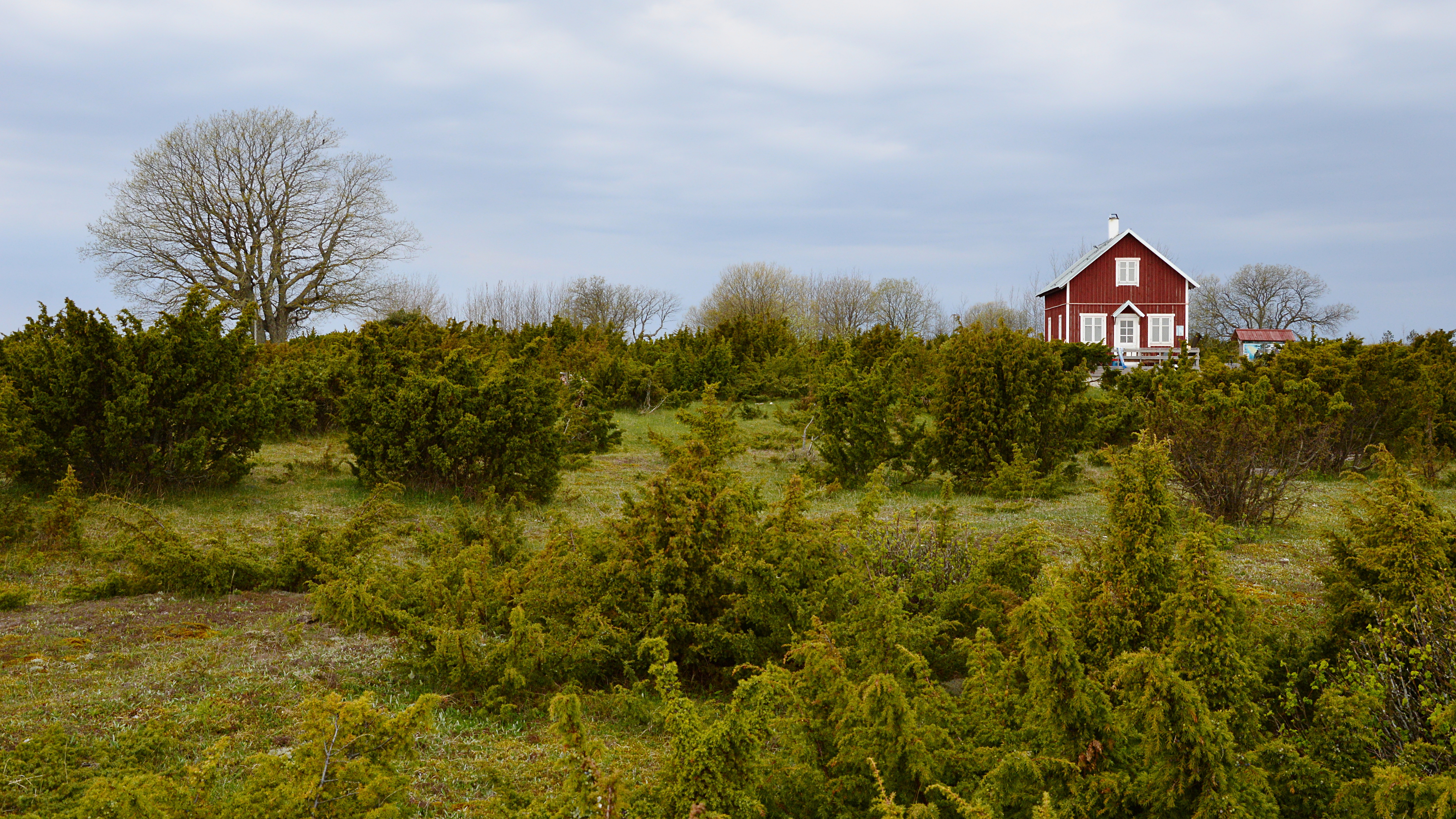
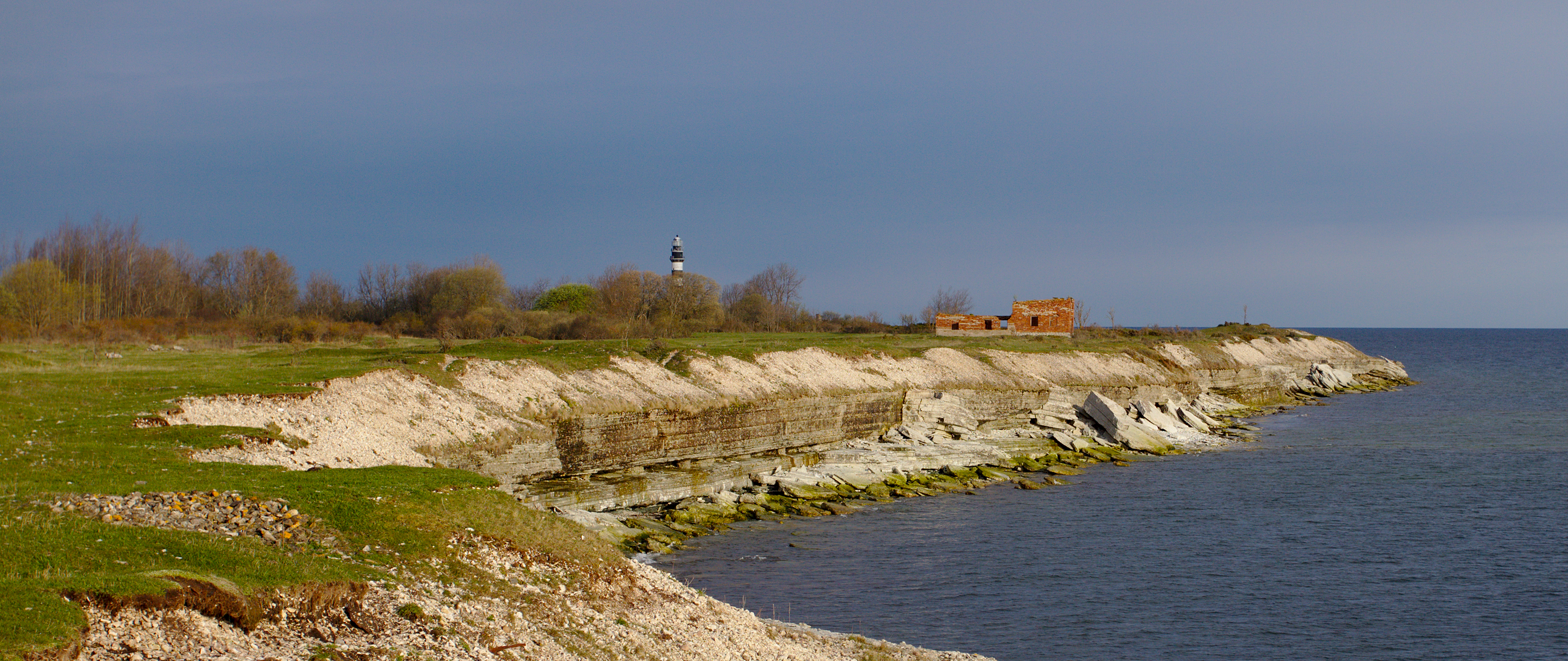
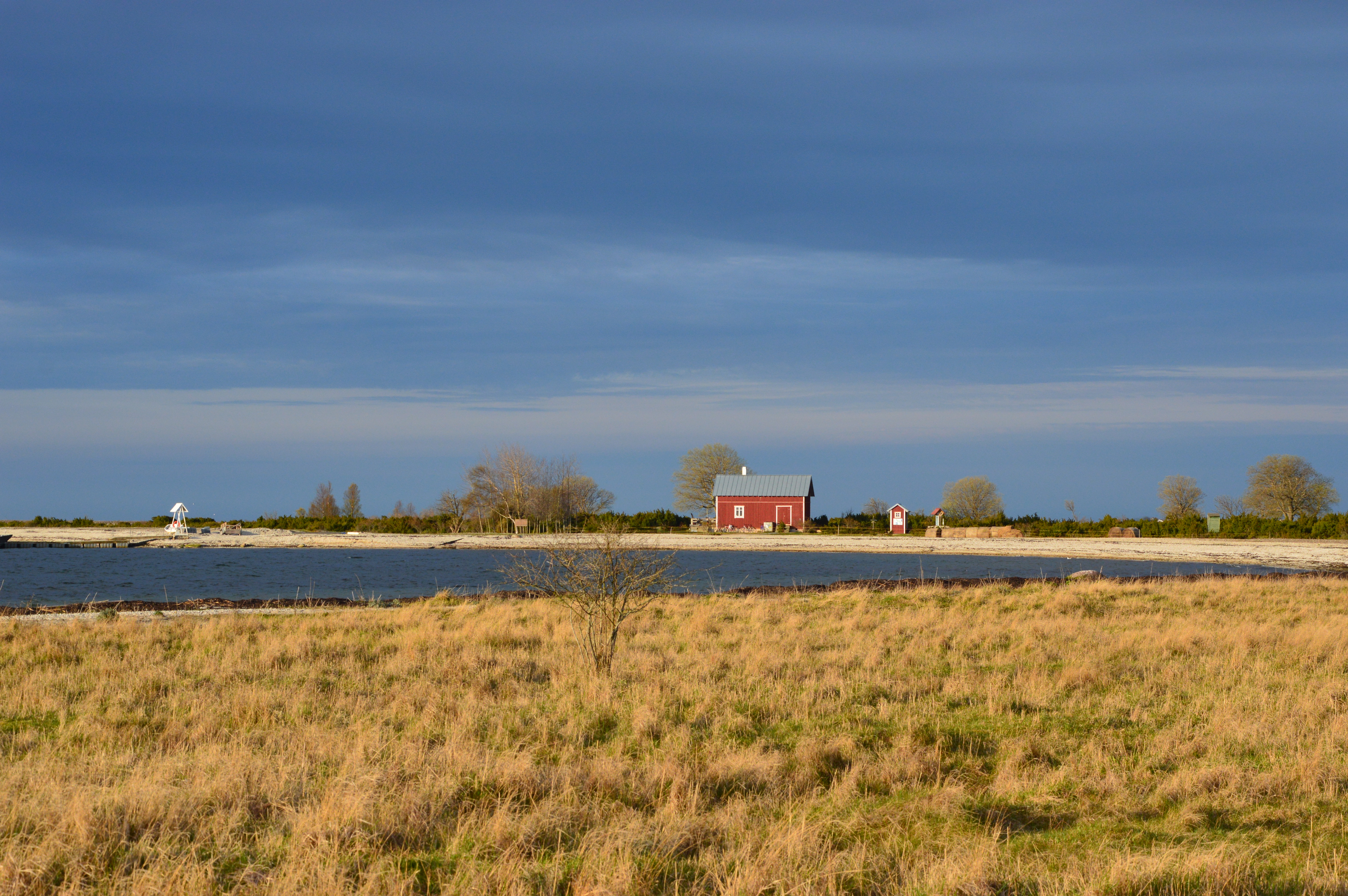
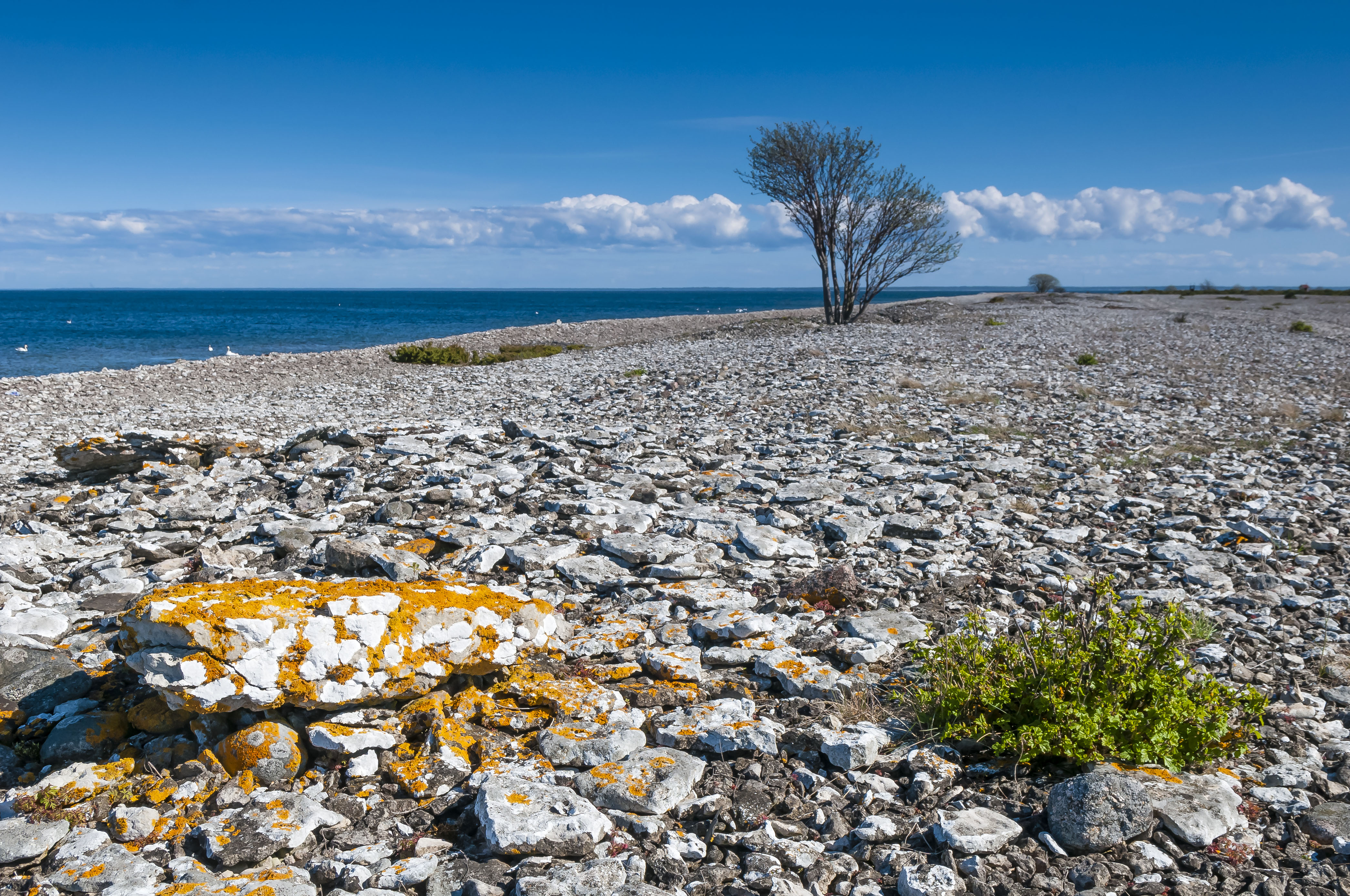
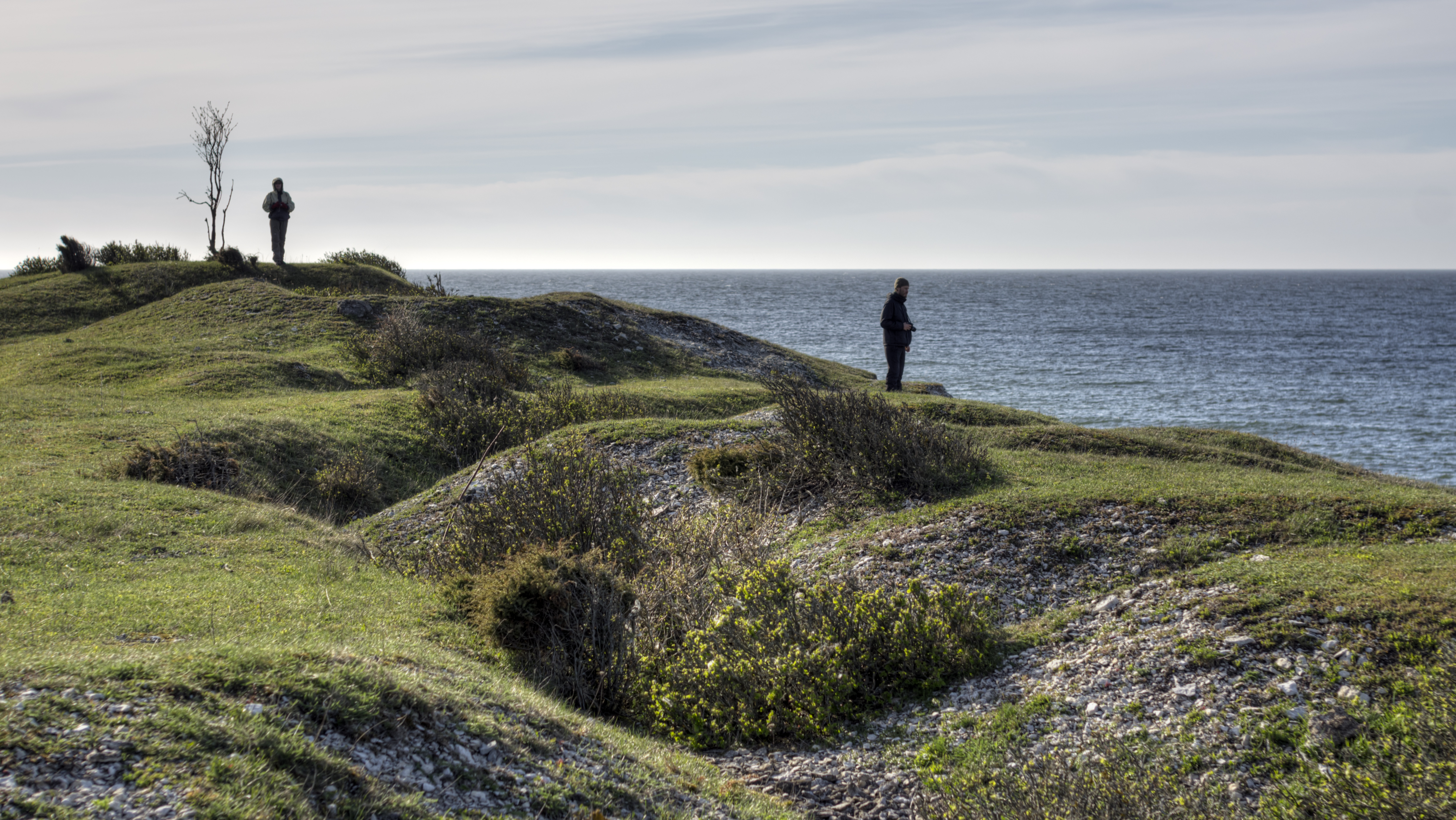
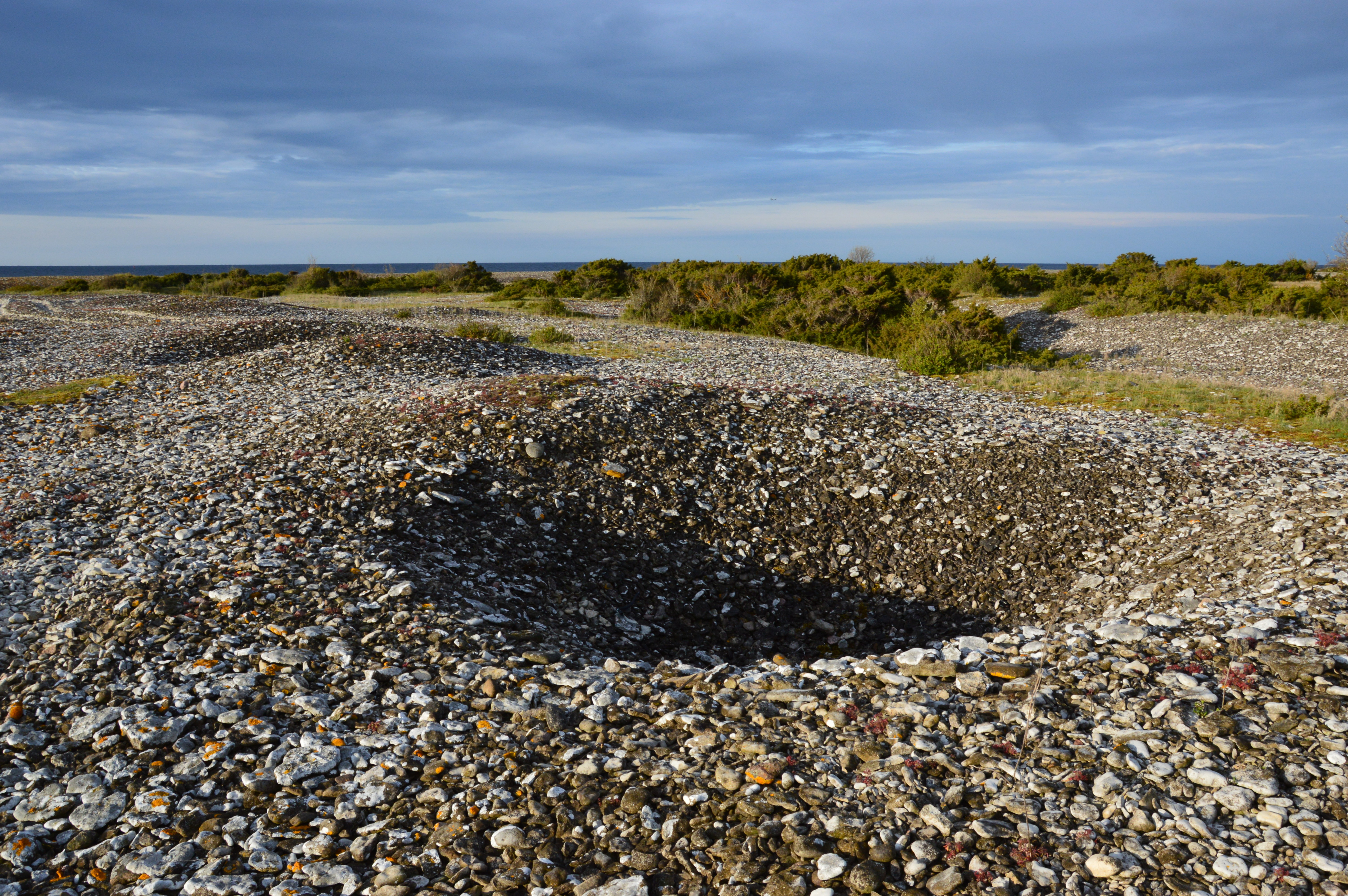
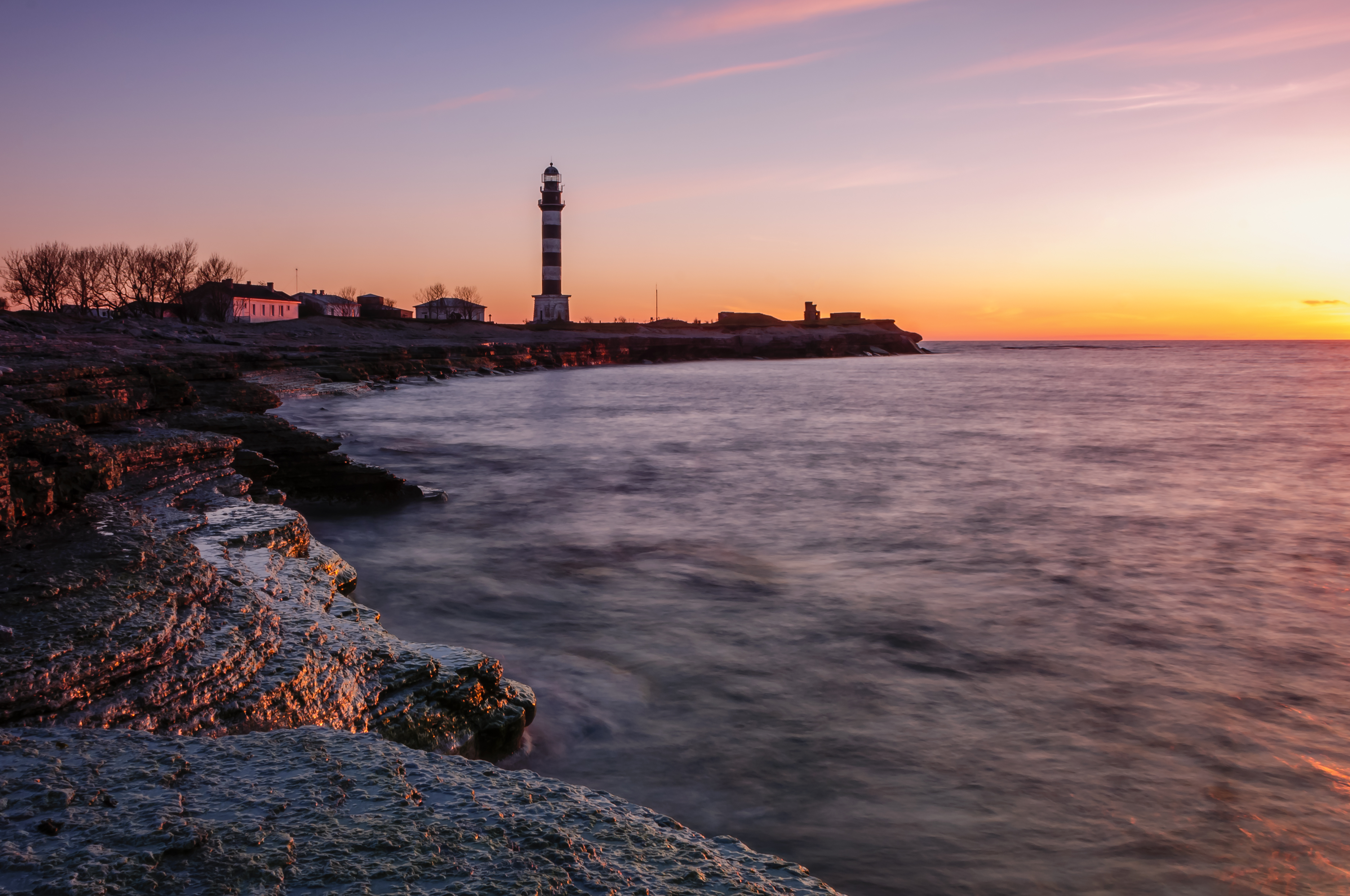
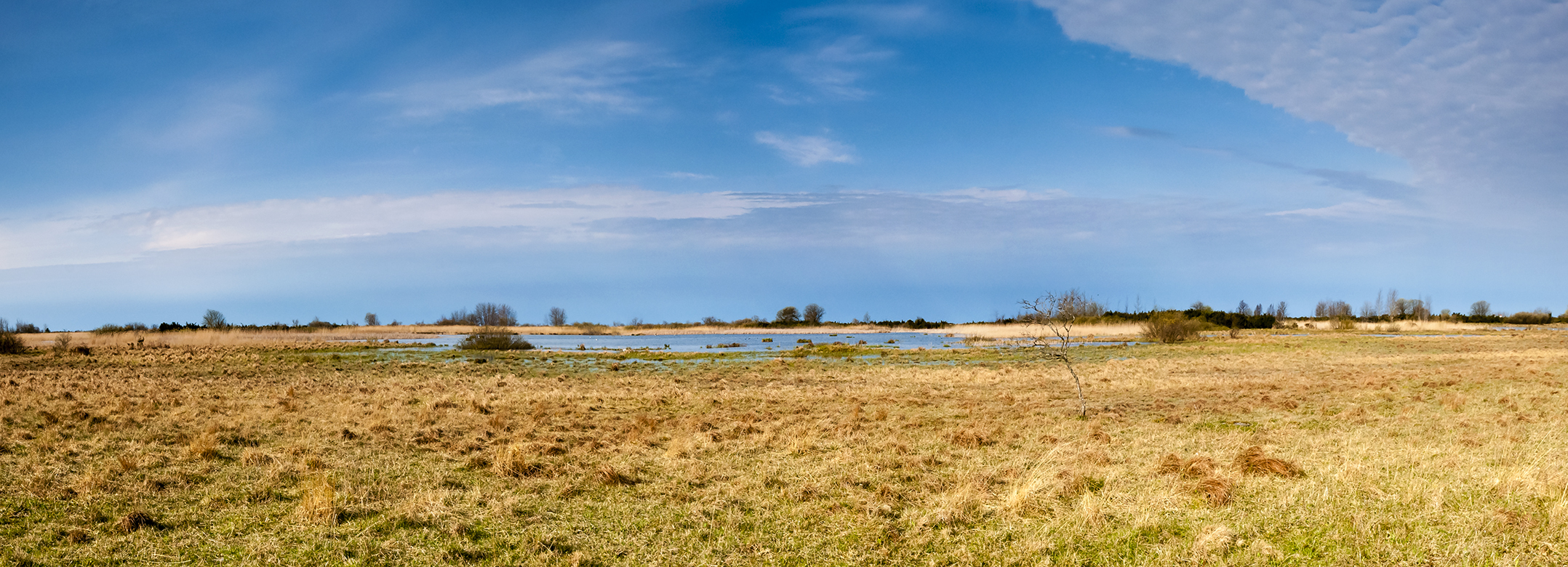